# Akram Aylisli
 (novembre 2015).
Akram Najaf oglu Naibov (Aylisli) (né le 6 décembre 1937) est un écrivain azerbaïdjanais et ancien membre du Parlement.

## Biographie
Akram Aylisli est né en 1937 dans le village de Aşağı Əylis, dans la région montagneuse de Ordubad de la République autonome du Nakhitchevan, partie de l'Azerbaïdjan soviétique, près des frontières de l'Arménie et de l'Iran. Sa mère, Leya Ali Kyzy, était la narratrice du village, son père est décédé lors de la Seconde Guerre mondiale, alors qu’Akram avait cinq ans.
Sa jeunesse en Union soviétique a coïncidé avec une de ses périodes les plus libérales : les années de déstalinisation et le dégel sous la direction de Nikita Khrouchtchev. Aylisli fait ses études supérieures à l 'Institut de littérature Maxime-Gorki de Moscou, l'école de référence en écriture littéraire pour les écrivains soviétiques.
Son premier ouvrage, un poème intitulé "Qeşem ve onun Kürekeni", est publié dans le journal Azerbaycan. À l'époque soviétique, Aylisli est un poète, un traducteur et un dramaturge, et l'auteur de nombreux romans: "Arbres sans ombre", "Briller des six soleils", "La saison des robes colorées", "Le canyon blanc", "Le barrage ", "Les peuples et les arbres", et autres. La plupart des œuvres d’Aylisli sont associées à ce village natal. Les histoires et les romans d’Aylisli, subtils et pleins d’affection pour la vie paysanne, sont très populaires en Azerbaïdjan et en Union soviétique. Son roman "Peuples et arbres" a été traduit dans plus de trente langues et publié au-delà des frontières soviétiques dans les pays de l'Europe de l'Est. De manière conceptuelle et personnelle, Aylisli était proche du mouvement littéraire russe Village Prose (en), de l'époque kroutchevienne.
Aylisli est également l'auteur de nombreuses pièces de théâtre et scénarios, dont "Quşu Uçan Budaqlar", "Menim Neğmekar Bibim", "Bağdada Putyovka Var" et "Vezife", qui ont été montés et présentés en salles à Bakou, au Nakhitchevan, à  Ganja et à Erevan.
De plus, Aylisli a traduit en azéri les livres de Gabriel Garcia Marquez, Heinrich Böll, Ivan Tourgueniev, Konstantin Paustovsky, Vladimir Korolenko, Anton Tchekhov, Vasily Shukshin, Tchinguiz Aïtmatov, Salman Rushdie.
De 1968 à 1970, il est rédacteur en chef de la revue Gençlik, avant de devenir satiriste pour le journal Mozalan.
De 1974 à 1978, il siège au Comité d’État pour la cinématographie de République socialiste soviétique d'Azerbaïdjan.
En (?), il reçoit le titre d ’Écrivain du peuple, ainsi que les plus hautes distinctions de l’Azerbaïdjan, les médailles de Shokhrat (Honneur) et Istiglal (Indépendance).
En novembre 2005, il est élu à l'Assemblée nationale (Azerbaïdjan) (Milli Majlis), en tant que député représentant sa circonscription de Djoulfa, pour un mandat terminé le 7 novembre 2010.
Aylisli est généralement favorable aux positions de gauche. Ses travaux publiés en Union soviétique ne correspondaient pas toujours au réalisme socialiste, à la différence de certains autres écrivains de la République socialiste soviétique d'Azerbaïdjan, et il a parlé négativement de l'ère soviétique pendant un certain temps, dans les années 1990. Dans l'une de ses interviews récentes diffusées sur la chaîne de télévision ANS TV, il a déclaré qu'il pensait que Karl Marx était un génie et que le monde en viendrait à ses idées tôt ou tard .

## Rêves de pierre
Fin 2012 et début 2013, une controverse s'élève lorsque son roman Daş yuxular (Rêves de pierre) est publié dans un journal en langue russe Druzhba Narodov (Amitié des gens). Il évoque les pogroms des Arméniens à Bakou en 1989 et le massacre des Arméniens dans son village natal par les troupes turques en 1919, entremêlant les scènes du passé récent et les récits de personnes âgées sur le massacre arménien. Le livre, écrit en 2006, n'a volontairement et par prudence, pas été publié. Mais l’extradition depuis la Hongrie vers l'Azerbaïdjan, en 2012, de Ramil Safarov, lieutenant de l'armée azerbaïdjanaise ayant tué en 2004 un autre participant au Partenariat pour la paix, un officier de l'armée arménienne, et ensuite accueilli comme un héros de la nation, fait office de déclic pour Aylisli.
Beaucoup d'Azerbaïdjanais sont offensés par la représentation sympathique des Arméniens d'Aylisli, avec qui ils se sont battus et ont perdu un conflit de six ans, la guerre du Haut-Karabagh (1988-1994), pour le contrôle de la région du Haut-Karabakh. Le roman suscite du ressentiment en décrivant uniquement la brutalité azerbaïdjanaise contre les Arméniens pendant le conflit, sans jamais faire état d'incidents de violence arménienne présumée contre des Azerbaïdjanais tels que le massacre de Khodjaly (1992).
Le roman présente d’autres aspects controversés. Peu de temps après le Pogrom de Soumgaït début mars 1988, Sadyghly, le héros, veut « se rendre à Echmiadzin afin de se convertir au christianisme avec la bénédiction du Catholicos de tous les Arméniens, demeure [là] pour toujours en tant que moine implorant Dieu de pardonner aux musulmans tous les maux qu’ils ont commis contre les Arméniens ». Cet élément du roman risque d’être profondément frustrant pour de nombreux lecteurs azerbaïdjanais[réf. souhaitée], compte tenu du rôle ambigu joué par le catholicisme arménien dans les événements de la fin des années 1980.
Vazgen I n’a pas agi pour protéger la population azerbaïdjanaise d’Arménie ni empêcher son expulsion, il est devenu une figure impopulaire en Azerbaïdjan et son nom est péjoratif. Un autre tabou sensible apparemment mis en cause par Aylisli est la signification de la circoncision, un rituel sacré pour tout musulman pratiquant. Le docteur Farzani, marié à une femme russe, veut faire circoncire son fils. Mais sa femme demande à Farzani si le Prophète est plus sage que Dieu. En fin de compte, leur fils en vient à voir la circoncision comme un acte de violence sur son corps, et cette réaction finit par séparer la famille de Farzani. Un portrait aussi controversé d’un concept aussi sacré que la circoncision risque d’être très irritant pour certains lecteurs azerbaïdjanais.
L'auteur jadis honoré devient un ennemi de l'état, un traître à la nation.
Les médias lancent une vaste campagne d’intimidation.
Le président azéri signe un décret présidentiel qui dépouille Aylisli du titre d'Écrivain du peuple et de la pension présidentielle
.
Ali Hasanov, chef du département social et politique de l'administration présidentielle azerbaïdjanaise, le dénonce pour n'avoir ni esprit national ni humanité, pour avoir manqué de respect envers la mémoire de ceux qui sont morts pendant la guerre et pour se faire passer pour le défenseur des valeurs humaines. Il ajoute qu'Aylisli représentait la jeunesse arménienne qui a tué des milliers d'Azerbaïdjanais, pris le contrôle des terres azerbaïdjanaises et commis le massacre de Khodjaly, tout en présentant les Azerbaïdjanais comme des assassins et des personnalités faibles. Il ajoute que les Azerbaïdjanais « doivent exprimer la haine publique contre ces personnes ».
Human Rights Watch  appelle le gouvernement de l'Azerbaïdjan à « mettre fin à [la] campagne hostile de l'intimidation ».
Les parlementaires de l'Assemblée nationale (Azerbaïdjan), en session extraordinaire, décident de priver Aylisli de toutes les récompenses de l'État et de le déchoir de la citoyenneté azerbaïdjanaise. Comme il déclare vouloir s'installer en Arménie, les parlementaires déclarent que le roman « insultait non seulement les Azerbaïdjanais, mais toute la nation turque », en raison des références à la persécution historique des Arméniens par l'Empire ottoman. Ils suggèrent qu'on teste son ADN pour déterminer s'il est génétiquement arménien. Le président de l'Assemblée nationale Ogtay Asadov déclare : « Il y a quelque chose de suspect dans le sang de tous ceux qui soutiennent Aylisli ».
Le ministère de l'Éducation retire ses œuvres du programme scolaire
.
Ses pièces sont bannies des théâtres.
Beaucoup d'écrivains, artistes, et universitaires azerbaïdjanais le renient,,,,.
L'Union des écrivains d'Azerbaïdjan, réunie en assemblée, l'exclut,. Ses livres sont brûlés.
Son épouse et son fils sont licenciés de leurs emplois.
Le président du Conseil des musulmans du Caucase, Sheikh Allahshukur Pashazadeh, l'accuse d'apostasie.
Hafiz Haciyev, chef du parti politique pro-gouvernemental Muasir Musavat (Égalité Moderne), déclare que son parti est prêt à payer 13 000 dollars à quiconque voudrait couper l'oreille de l'auteur,,.
Après avoir subi de fortes pressions des ambassades étrangères et du département d’État américain sur le gouvernement azerbaïdjanais, le ministère de l’Intérieur contraint Muasir Musavat à annuler la promesse de récompense de cette sorte de fatwa.
Répondant aux critiques qui l'accusent de partialité, l'auteur déclare : « Si j'avais le moindre doute d'avoir déshonoré mon peuple, cela me briserait. Mais ils pensent que lorsque je dis deux bons mots sur un Arménien, je dois en dire trois bons sur un Azerbaïdjanais. Mais ce n’est pas à moi de garder cet équilibre insensé ! Dans mon récit, je dépeins un personnage et sa perception de la réalité. Son esprit est très fragile. il est au bord de la folie. ». Aylisli se défend dans une interview : « Les Arméniens ne sont pas des ennemis pour moi ... Comment peuvent-ils l'être ? Je suis un écrivain vivant au XXIe siècle. Une solution au Nagorno-Karabakh est en train d'être retardée, et l'hostilité grandit entre les deux nations. Je veux contribuer à une solution pacifique. »
En réponse à l'accusation de trahison, Aylisli réaffirme qu'il n'est pas un patriote : « Où avez-vous vu un écrivain en patriote ? Il doit écrire, tout ce que son esprit et sa raison lui dictent. »
Le 3 février 2013, un groupe de jeunes intellectuels indépendants organise une petite manifestation près du monument de Mirza Alakbar Sabir pour soutenir Akram Aylisli. Un bon nombre d’écrivains et d’intellectuels azerbaïdjanais s'expriment pour le soutenir, dont le célèbre écrivain et scénariste Rustam Ibragimbekov.
Leyla Yunus, principale militante des droits de l'homme en Azerbaïdjan, déclare : « Seul Aylisli défend l'honneur et la dignité de notre nation après l'histoire de Ramil Safarov. »
Ragıp Zarakolu, le principal activiste et éditeur turc dans le domaine des droits de l'homme, connu pour son harcèlement judiciaire de longue date pour avoir publié des livres sur le génocide arménien, soutient également Aylisli.
Human Rights Watch, l'Assemblée des citoyens d'Helsinki et l’Institut pour la protection des droits des médias pressent le gouvernement de faire cesser « la campagne d'intimidation hostile ».
Le président de l'Union des écrivains arméniens, Levon Ananyan, formule une réponse formelle à la controverse le 8 février : « Félicitations à notre collègue azerbaïdjanais ! Il est le brave homme qui ouvre la voie, la piste qui mène à la repentance par la vérité. » Et il ajoute : « Non seulement les Arméniens, mais aussi les Russes, tous les gens préoccupés par l'avenir du pays ... devraient partager ce courage.»
Le centre russe du PEN club et plusieurs écrivains célèbres russes tels que Boris Akounine, Andreï Bitov, Viktor Yerofeyev, Sergey Kaledin, Lev Anninsky déclarent également leur soutien à Ayilisli.
En février 2014, diverses personnalités publiques du monde entier demandent officiellement à nommer Aylisli au Prix Nobel de la paix. « Pour le courage dont il a fait preuve dans ses efforts pour réconcilier les peuples azerbaïdjanais et arménien.» Parmi les candidats, il y avait les professeurs de sciences sociales et les présidents d'université tels que Craig Calhoun, Immanuel Wallerstein, Teodor Shanin. Ils ont noté qu'Akram Aylisli était probablement le premier auteur turc ayant écrit un livre de repentir pour le génocide arménien. « Aylisli a été le premier à exprimer cette douleur dans un travail littéraire très personnel, profond et durement gagné. <...> Les actions de M. Aylisli sont importantes non seulement pour les Arméniens et les Azerbaïdjanais, mais également pour les autres dans toute l'ex-Union soviétique, aveuglés par la haine ethnique. Son exemple transcende en fait le lieu, l’ethnie ou la conviction politique, et sa seule résistance, son défi, sa volonté de tout sacrifier pour la vérité, l’encourage chacun à se montrer courageux. <...> M. Aylisli est l’une de ces rares personnes, telles que Martin Luther King et Andrey Sakharov, dont le courage personnel et l’impulsion morale peuvent changer le destin d’une nation et détruire les barrières séparant les nations.»,,
En mars 2016, alors que Aylisli se dirigeait vers le festival littéraire italien Incroci di Civiltà, celui-ci fut arrêté à l'aéroport par des membres de la police aéroportuaire. Les autorités déclarent alors que l'arrestation n'était pas en lien avec la publication de son livre Rêves de Pierre, mais plutôt parce qu'il causait des troubles publics, entravait le travail des gardes-frontières et harcelait d'autres passagers. Ceci lui valut d'ailleurs une charge d'hooliganisme, ce que celui-ci qualifia « d'absurde. » L'auteur déclara d'ailleurs, suivant son arrestation: « Plus tard dans la soirée, le chef d'équipe du service des frontières, un jeune homme athlétique, a lancé une nouvelle accusation absurde selon laquelle moi, un écrivain de 78 ans en mauvaise santé et souffrant de problèmes cardiaques, l'ai frappé à la poitrine avec une telle force que ça lui a provoqué un hématome. Cela aurait eu lieu dans une petite pièce sans caméras de surveillance lors d'une fouille personnelle…» Depuis le temps de l'incident, Aylisli n'a toujours pas eu de procès et est soumis à des restrictions l'empêchant de voyager.

## Œuvres
- Gilas ağacı [Wild Cherry Tree] (Cerisier sauvage). Bakou : Uşaqgəncnəşr, 1961, 47 pages.
- Dağlara çən düşəndə [When the Mountains Fell] (Quand les montagnes tombèrent). Bakou : Azərnəşr, 1963, 56 pages.
- Atalar və atasızlar [Fathers and Fatherless] (Pères et sans père). Bakou : Azərnəşr, 1965, 121 pages.
- Mənim nəğməkar bibim [My Singer is my Aunt] (Mon chanteur est ma tante). Bakou : Azərnəşr, 1968
- Adamlar və ağaclar [Men and Trees] (Hommes et arbres). Bakou : Gənclik, 1970, 247 pages.
- Kür qırağının meşələri [Forests of Clay] (Forêts d'argile). Bakou : Gənclik, 1971, 50 pages.
- Ürək yaman şeydir [Heartbreaking] (Déchirant). Bakou : Gənclik, 1973, 152 pages.
- Bu kənddən bir qatar keçdi [A Train From This Village] (Un train depuis ce village). Bakou : Azərnəşr, 1977, 267 pages.
- Gilənar çiçəyinin dedikləri [Faded Flower They Say] (Fleur fanée, disent-ils). Bakou : Yazıçı, 1983, 438 pages.
- Adamlar və ağaclar [Men and Trees] (Hommes et arbres). Bakou : Gənclik, 1985, 320 pages.
- Ədəbiyyat yanğısı [Literary Fire] (Feu littéraire). Bakou : Yazıçı, 1989.
- Seçilmiş əsərləri (iki cilddə) [Œuvres choisies]. 1er vol. Bakou : Azərnəşr, 1987, 497 pages.
- Seçilmiş əsərləri (iki cilddə) [Œuvres choisies]. 2nd vol. Bakou : Azərnəşr, 1987, 416 pages.
- Möhtəşəm tıxac (roman) [Great Traffic Jam] (Grand Embouteillage)
- Daş yuxular (roman) [Stone Dreams] (Rêves de pierre)